# Асенізація

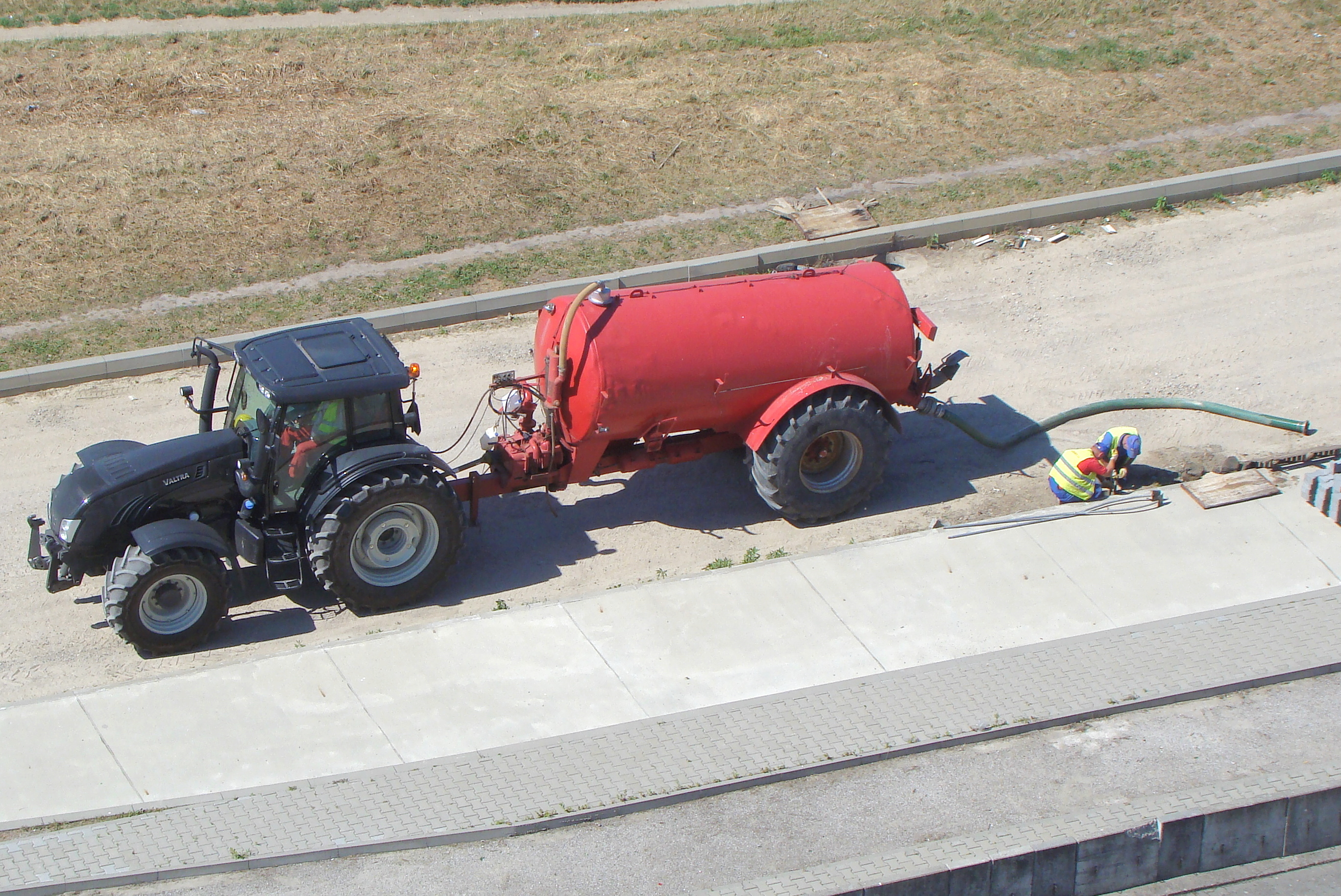
Автоцистерна-причіп із вакуумним насосом (муловсмоктувач) може використовуватись для очистки пісковловлювачів у системі дощової каналізації

Асеніза́ція (фр. assainissement — «оздоровлення», «очищення») — система вивізного очищення неканалізованих населених місць від різних нечистот і бруду. Вибирання бруду з вигребів убиралень і помийниць та вивіз їх здійснюється асенізаційними машинами — спеціальними автомобілями, обладнаними цистернами, помпами тощо. В сучасних містах асенізація витісняється каналізацією.
Осіб, що виконують роботи з асенізації, називають асенізаторами. У старовину щодо них вживали насмішливу назву — «золотарі».